# Gmina Bingham (Iowa)

Położenie Gminy Bingham w hrabstwie Hancock

Gmina Bingham (ang. Bingham Township) – gmina w USA, w stanie Iowa, w hrabstwie Hancock. Według danych z 2000 roku gmina miała 487 mieszkańców, a jej powierzchnia wynosi 91,58 km².